# Міжнародна електрична виставка

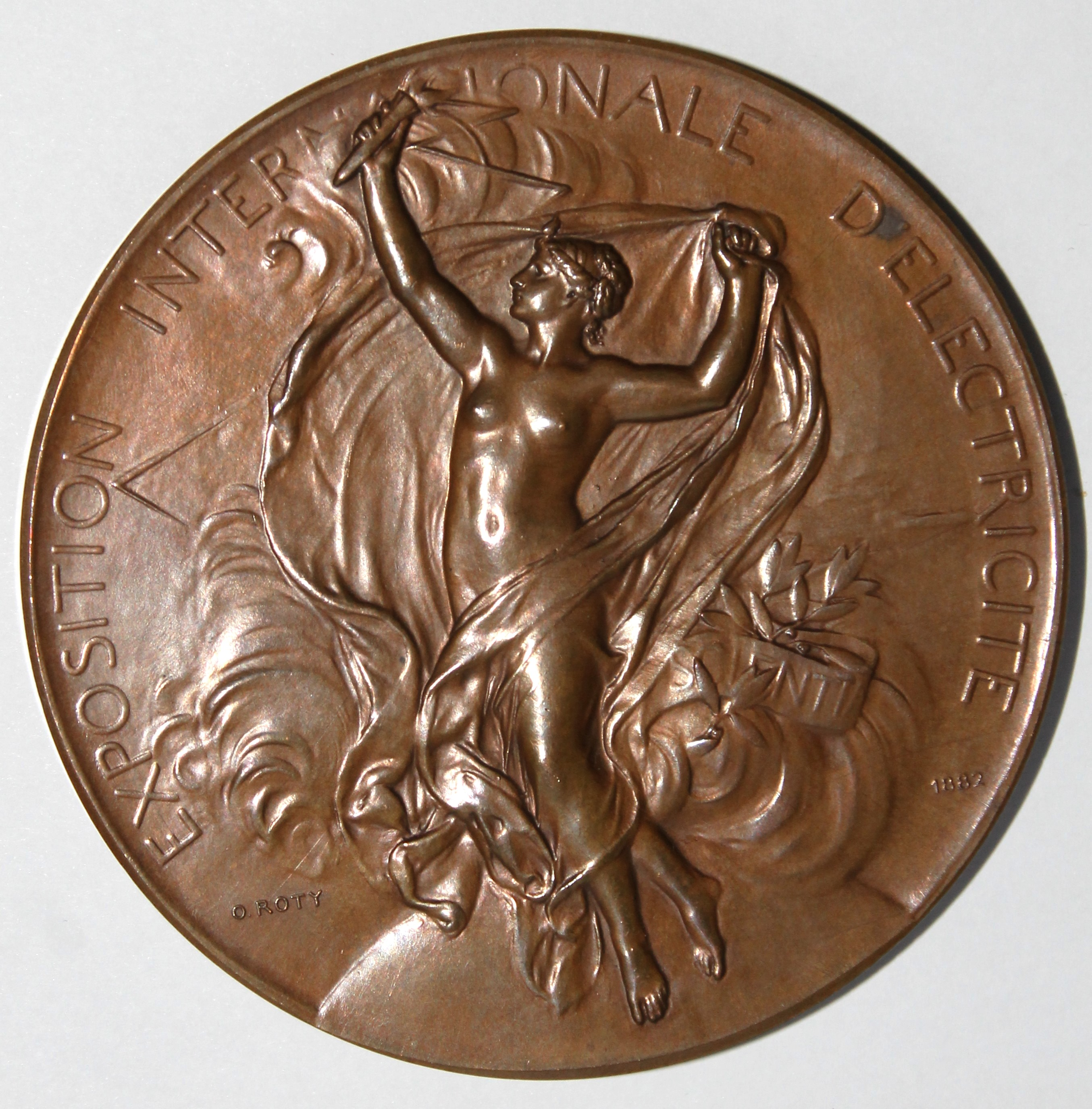
Медаль Міжнародної електричної виставки

Міжнародна електрична виставка 1881 року — перша електрична виставка, що відбулася в паризькому Палаці індустрії на Єлисейських Полях з 15 серпня по 15 листопада 1881 року. Одночасно з виставкою в серпні в Парижі проходив Міжнародний конгрес з електрики.
У Міжнародній електричній виставці взяли участь Велика Британія, США, Німеччина, Італія, Нідерланди та Франція. На виставці було продемонстровано першу динамо-машину Зеноба Грама. Томас Едісон представив запатентовану ним лампу з вугільною ниткою. В одному із залів грав стереофонічний театрофон. Вернер фон Сіменс представив перший електричний трамвай, Олександр Белл — перший комерційний телефон. Марсель Депре продемонстрував електричну розподільну мережу, Густав Труве — експериментальний електромобіль.